# Junkers Ju 390
Junkers Ju 390 – samolot transportowy i bombowy dalekiego zasięgu. Wersja rozwojowa samolotu Junkers Ju 290.

## Historia

Silnik BMW 801 eksponowany w MLP w Krakowie

W 1942 w lotnictwie III Rzeszy zaistniała potrzeba posiadania samolotu zdolnego do zbombardowania celów leżących na wschodnim wybrzeżu Stanów Zjednoczonych Ameryki oraz prowadzenia misji rozpoznawczych na całym Atlantyku. W wyniku rozpisanego konkursu zakłady Junkers zdecydowały się na zaadaptowanie już istniejącego płatowca do nowych zadań. Bazując na korpusie samolotu transportowego Ju 90 i Ju 290 A, który przedłużono do 33,6 m przez wstawienie sekcji kadłuba przed i za skrzydłem zbudowano w zakładach Dessau transportowy samolot dalekiego zasięgu Ju 390 V1. Od pierwowzoru był dłuższy o ponad 5 m i miał rozpiętość skrzydeł 50 m. Nowo zbudowana środkowa sekcja skrzydła z dwoma dodatkowymi silnikami wewnętrznymi, w tym dodatkową parę chowanego podwozia głównego, wraz ze zwykłymi skrzydłami Ju 290 i powiększoną jednostką ogonową umożliwiła latanie samolotem po locie inauguracyjnym 20 października 1943. Samolot służył pod kierownictwem pilota-oblatywacza Hansa-Joachima Pancherza do badań nad różnymi konfiguracjami wyposażenia. Wzmocnienia kadłuba i skrzydeł nie zostały jeszcze zainstalowane, masa latająca została ograniczona do 38 ton. Całkowicie niemożliwe jest wykonanie rzekomego lotu do Nowego Jorku i z powrotem tym samolotem, który czasami cytowany jest w literaturze. W pełni sprawny Ju 390 musiałby mieć masę startową 72 ton.
Niektórzy autorzy informują o pracach prowadzonych jednocześnie z pracami nad prototypem Ju 390 V1 w zakładach w Bernburgu, podczas których zbudowano samolot Ju 390 V2, który oblatano we wrześniu 1944. Miał on stać się pierwowzorem wersji seryjnej samolotu patrolowego. Zastosowano w nim uzbrojenie obronne i radar morski FuG 200 Hohentwiel. Informacje te dementuje pilot-oblatywacz Junkersa Pancherz.
Planowane wersje Junkersa Ju 390 to:
- Ju 390 A: wersja transportowa
- Ju 390 B: samolot morskiego dalekiego rozpoznania
- Ju 390 C: bombowiec dalekiego zasięgu
- Ju 390 D:  wersja cywilna, była planowana na czas po tzw. „ostatecznym zwycięstwie” Hitlera

## Służba
Do służby został oddany tylko jeden egzemplarz samolotu. Po przedstawieniu go Hitlerowi w Insterburgu trafił do Pragi, gdzie przeprowadzano wiele testów, między innymi tankowanie w powietrzu. 15 listopada 1944 został przeniesiony do Dessau, gdzie pozostał do końca wojny. Samolot spalono tuż przed wejściem Amerykanów.